# Crotalaria crebra
Crotalaria crebra är en ärtväxtart som beskrevs av Roger Marcus Polhill. Crotalaria crebra ingår i släktet sunnhampor, och familjen ärtväxter. Inga underarter finns listade i Catalogue of Life.